# Can't Get It Back
„Can't Get It Back” este un cântec al grupului muzical britanic Mis-Teeq. Acesta fost compus de Salaam Remi pentru cel de-al doilea material discografic de studio al grupului, Eye Candy. Piesa a fost lansată ca cel de-al doilea single al albumului pe data de 30 iunie 2003.
Discul a obținut locul 8 în UK Singles Chart, devenind cel de-al șaptelea cântec al grupului ce obține o clasare de top 10. „Can't Get It Back” a câștigat poziții de top 50 și în Belgia și Irlanda, ajungând până pe locul 44 în topul european.

## Lista cântecelor
Disc single distribuit în Regatul Unit
1. „Can't Get It Back” (remix de Johnny Toobad) — 6:06
2. „Can't Get It Back” (remix de Sticky) — 5:58
3. „Can't Get It Back” (versiunea de pe album) — 4:07

## Clasament
| Clasament             | Poziția maximă | Referință |
| --------------------- | -------------- | --------- |
| Euro 200              | 48             | [ 4 ]     |
| Belgia Singles Chart  | 48             | [ 3 ]     |
| Ireland Singles Chart | 14             | [ 3 ]     |
| UK Singles Chart      | 8              | [ 3 ]     |